# Lista över ärkebiskopar och biskopar i Lunds stift
Det här är en lista över ärkebiskopar och biskopar i Lunds stift.

## Biskopar i Skåne före stiftsindelningen
| Namn     | Bild | Född                                                                                           | Tillträde        | Avgång                 | Död                    | Anmärkning | Källor                          |
| -------- | ---- | ---------------------------------------------------------------------------------------------- | ---------------- | ---------------------- | ---------------------- | ---------- | ------------------------------- |
| Gotebald |      | Okänt år; troligen från England.                                                               | Sent 900-tal     | Tidigt 1000-tal        | Tidigt 1000-tal        |            | Cinthio 2002.                   |
| Bernhard |      | Okänt år; kom närmast från England, dock möjligen ursprungligen från Frankrike eller Tyskland. | Tidigt 1000-tal. | Cirka 1030 i Lund (?). | Cirka 1030 i Lund (?). |            | Cinthio 2002, Bricka 1887–1905. |
| Namn     | Bild | Född                                                                                           | Tillträde        | Avgång                 | Död                    | Anmärkning | Källor                          |

## Biskopar och ärkebiskopar i Lunds stift före och under reformationen

### 1000-talet
| Namn    | Bild                                     | Född                                            | Tillträde      | Avgång                  | Död                     | Anmärkning | Källor                        |
| ------- | ---------------------------------------- | ----------------------------------------------- | -------------- | ----------------------- | ----------------------- | --- | ----------------------------- |
| Henrik  |                                          | Okänt år; från England.                         | 1060, ej vigd. | Cirka 1065              | Cirka 1065              | Förste biskopen i Lunds stift sedan detta avskiljts från Roskilde stift. Skall tidigare ha varit biskop på Orkneyöarna. | Green 1973.                   |
| Egino   | Sentida skulptur av Egino i Dalby kyrka. | Okänt år; från Italien eller möjligen Tyskland. | Cirka 1065     | 19 oktober 1072 i Lund. | 19 oktober 1072 i Lund. | Var från 1060 biskop i Dalby stift, vilket efter biskop Henriks död förenades med Lunds stift under Egino.              | Green 1973.                   |
| Ricwald |                                          | Okänt år; från Tyskland.                        | Hösten 1072    | 26 maj 1089             | 26 maj 1089             | Invigde den stenkyrka som var föregångare till dagens Lunds domkyrka.                                                   | Green 1973, Bricka 1887–1905. |
| Namn    | Bild                                     | Född                                            | Tillträde      | Avgång                  | Död                     | Anmärkning | Källor                        |

### 1100-talet
| Namn                   | Bild                               | Född                                 | Tillträde                     | Avgång                       | Död                          | Anmärkning | Källor                        |
| ---------------------- | ---------------------------------- | ------------------------------------ | ----------------------------- | ---------------------------- | ---------------------------- | --- | ----------------------------- |
| Ascer (Asser Svendsen) |                                    | Cirka 1055; från Danmark (Jylland?). | Vigd 18 november 1089         | 5 maj 1137                   | 5 maj 1137                   | Utsedd till Danmarks (och Nordens) förste egna ärkebiskop 1103. Påbörjade byggandet av Lunds domkyrka och invigde altaret i dess krypta 1123. Längsta ämbetstiden på posten. | Green 1973, Bricka 1887–1905. |
| Eskil                  |                                    | Cirka 1100                           | 1137                          | Avsade sig ämbetet 1177      | 6 september 1182             | Brorson till Ascer. Hade tidigare varit biskop i Roskilde 1134–1137. Invigde Lunds domkyrka 1145. Drog sig efter biskopstiden tillbaka till klostret i Clairvaux.            | Green 1973.                   |
| Absalon Hvide          | Absalons gravhäll i Sorø (detalj). | Oktober 1128 i Fjenneslev.           | Troligen i februari-mars 1178 | 21 mars 1201 i Sorø kloster. | 21 mars 1201 i Sorø kloster. | Var sedan 1158 biskop i Roskilde och behöll detta ämbete parallellt till 1191.                                                                                               | Green 1973, Weibull 1940.     |
| Namn                   | Bild                               | Född                                 | Tillträde                     | Avgång                       | Död                          | Anmärkning | Källor                        |

### 1200-talet
| Namn              | Bild                                                        | Född                           | Tillträde | Avgång                                                                               | Död                                          | Anmärkning | Källor                        |
| ----------------- | ----------------------------------------------------------- | ------------------------------ | --- | ------------------------------------------------------------------------------------ | -------------------------------------------- | --- | ----------------------------- |
| Anders Sunesen    | 1800-talsbild av Anders Sunesen i slaget vid Lindanäs 1219. | Cirka 1166–1167; från Danmark. | 1201 | Begärde att få avgå på grund av sjukdom 1222 men fortsatte att verka ännu någon tid. | 24 juni 1228 på Ivö (eventuellt i spetälska) | Krönte Valdemar Sejr. | Green 1973, Bricka 1887–1905. |
| Peder Saxesen     |                                                             |                                | Vald troiligen i början av 1223, valet ej godkänt av påven av formella skäl; denne utnämnde likväl Peder Saxesen 11 januari 1224. | 10 juli 1228                                                                         | 10 juli 1228                                 | | Green 1973, Bricka 1887–1905. |
| Uffe Thrugotsen   |                                                             | Okänt år                       | 1228, vigd 1229 av biskopen i Viborg.                                                                                             | 15 eller 16 december 1252                                                            | 15 eller 16 december 1252                    | Krönte Erik Plogpenning. Återuppbyggde Lunds domkyrka efter branden 1234.                                                                                              | Green 1973, Bricka 1887–1905. |
| Jacob Erlandsen   | Jacob Erlandsens sigill.                                    | Okänt år                       | Valet bekräftat av påven i augusti 1253, tillträdd 5 april 1254.                                                                  | 19 februari 1274 på Rügen.                                                           | 19 februari 1274 på Rügen.                   | Tidigare biskop i Roskilde 1249–1254. Befann sig från 1265 i landsflykt i Rom till följd av konflikt med kungamakten. Avled på vägen hem till Lund, eventuellt mördad. | Green 1973.                   |
| Erland Erlandsen  |                                                             | Okänt år                       | Vald 15 april 1274, valet hann ej bekräftas av påven före Erlands död.                                                            | 23 augusti 1276                                                                      | 23 augusti 1276                              | Bror till Jacob Erlandsen. | Green 1973.                   |
| Trugot Torstensen |                                                             | Okänt år                       | Vald 1276, vigd av påven i Rom den 27 december samma år, tillträdde 1277 (höll sin första mässa 2 maj detta år).                  | 11 maj 1280                                                                          | 11 maj 1280                                  | Den förste lundabiskopen att åka till Rom för att vigas direkt av påven.                                                                                               | Green 1973. Bricka 1887–1905. |
| Jens Dros         |                                                             | Okänt år                       | Vald 1280, valet bekräftat av påven april 1282.                                                                                   | 29 januari 1289 i Århus.                                                             | 29 januari 1289 i Århus.                     | | Green 1973. Bricka 1887–1905. |
| Jens Grand        | Jens Grands sigill.                                         | Okänt år                       | Vald 17 april 1289, valet bekräftat av påven april 18 mars 1290, vigd i Rom.                                                      | Förflyttad till ärkebiskopsämbetet i Riga 30 mars 1302.                              | 29 maj 1327                                  | Fängslad av Erik Menved 1294–1295. Formellt ärkebiskop i Riga 1302–1304 men tillträdde ej. Ärkebiskop i Hamburg 1310–1327 fast i praktiken avsatt härifrån 1316.       | Green 1973. Bricka 1887–1905. |
| Namn              | Bild                                                        | Född                           | Tillträde | Avgång                                                                               | Död                                          | Anmärkning | Källor                        |

### 1300-talet
| Namn                                   | Bild                                                    | Född                                                | Tillträde | Avgång                                                        | Död                                           | Anmärkning | Källor                        |
| -------------------------------------- | ------------------------------------------------------- | --------------------------------------------------- | --- | ------------------------------------------------------------- | --------------------------------------------- | --- | ----------------------------- |
| Isarnus                                |                                                         | Okänt år; från Frankrike (möjligen Fontiès-d'Aude). | Utnämnd av påven 13 april 1302, vigd i Rom.                                                                                          | 12 juni 1310 för att i stället tillträda som biskop i Salerno | 18 september 1310 i Avignon.                  | Tidigare ärkebiskop i Riga 1300–1302. | Green 1973, Bricka 1887–1905. |
| Esger Juul                             |                                                         | Okänt år; troligen från Jylland.                    | Utnämnd av påven 15 juni 1310, vigd av påven i Vienne i oktober 1311.                                                                | 17 januari 1325                                               | 17 januari 1325                               | Tidigare biskop i Århus 1306–1310. Under en period i landsflykt i Rom efter att ha deltagit i uppror mot Erik Menved. Krönte Kristoffer II. | Green 1973.                   |
| Karl Eriksen (Galen) ("Karl den röde") | Sentida minnestavla över Karl Eriksen i Lunds domkyrka. | Okänt år; eventuellt från Skåne.                    | Vald 1325, vigd av påven i Avignon i oktober samma år.                                                                               | 16 maj 1334                                                   | 16 maj 1334                                   | Erbjöd den skånska kronan åt Magnus Eriksson 1333.                                                                                          | Green 1973, Bricka 1887–1905. |
| Peder Jensen (Galen)                   |                                                         | Okänt år; från Skåne.                               | Vald sommaren 1334, valet bekräftat av påven 27 februari 1336, vigd av påven i mars samma år.                                        | 16 april 1355; hans grav anger dock 15 april.                 | 16 april 1355; hans grav anger dock 15 april. | | Green 1973, Bricka 1887–1905. |
| Jacob Kyrning (Thott)                  |                                                         | Okänt år; från Skåne.                               | Vald 1355, valet ej bekräftat av påven som dock ändå på eget beslut utnämnde Kyrning 5 oktober samma år, vigd samma månad i Avignon. | 23 januari 1361 på Hammershus.                                | 23 januari 1361 på Hammershus.                | Var under slutet av sin biskopstid i praktiken suspenderad genom en påvlig bulla.                                                           | Green 1973.                   |
| Niels Jensen (Bild)                    |                                                         | Okänt år.                                           | Vald 14 mars 1361, valet bekräftat av påven 25 oktober samma år; eventuellt vigd i Avignon.                                          | 5 februari 1379, eventuellt på Hammershus.                    | 5 februari 1379, eventuellt på Hammershus.    | | Green 1973, Bricka 1887–1905. |
| Magnus Nielsen                         |                                                         | Okänt år; från Lolland.                             | Vald 1379, vigd av påven i Rom, tillträdd 1380 (höll sin första mässa 4 mars detta år).                                              | 2 mars 1390 i Åhus socken.                                    | 2 mars 1390 i Åhus socken.                    | Avled genom fall från en vindbrygga på sitt slott, Åhus borg.                                                                               | Green 1973, Bricka 1887–1905. |
| Peder Jensen                           |                                                         | Okänt år; troligen från Skåne.                      | Vald 1390, vigd av påven i Rom samma år.                                                                                             | 31 december 1391 i Helsingborg.                               | 31 december 1391 i Helsingborg.               | | Green 1973.                   |
| Namn                                   | Bild                                                    | Född                                                | Tillträde | Avgång                                                        | Död                                           | Anmärkning | Källor                        |

### 1400-talet
| Namn                     | Bild                                                          | Född                  | Tillträde                                                                                         | Avgång                                              | Död                    | Anmärkning | Källor                  |
| ------------------------ | ------------------------------------------------------------- | --------------------- | ------------------------------------------------------------------------------------------------- | --------------------------------------------------- | ---------------------- | --- | ----------------------- |
| Jacob Gertsen (Ulfstand) | Detalj från Jacob Gertsens gravhäll i Lunds domkyrkas krypta. | Okänt år              | 1392, vigd av påven i Rom.                                                                        | 18 april 1410 i Lund.                               | 18 april 1410 i Lund.  | Krönte Erik av Pommern och vigde senare denne och Filippa av England. Var med och undertecknade unionsbrevet för Kalmarunionen 1397. | Green 1973.             |
| Peder Mickelsen Kruse    |                                                               | Okänt år; från Lund.  | Vald 1410, tillträdd sommaren 1411.                                                               | 1418                                                | 1418                   | | Green 1973.             |
| Peder Lykke (Bille)      |                                                               | 1359                  | Vald 1418, valet bekräftat av påven 7 oktober samma år, vigd kort därefter, tillträdd april 1419. | Beviljad avsked till följd av ålderdom 21 maj 1436. | 1436                   | Tidigare biskop i Ribe från 1409. | Green 1973, Bricka 1904 |
| Hans Laxmand             |                                                               | Okänt år.             | Utnämnd av påven 21 maj 1436.                                                                     | 30 maj 1443 i Flyinge.                              | 30 maj 1443 i Flyinge. | Krönte Kristoffer av Bayern. | Green 1973.             |
| Tuve Nielsen (Juul)      | Detalj från Tuve Nielsens gravhäll i Lunds domkyrka.          | Okänt år i Viborg.    | Vald 7 juni 1443, valet troligen bekräftat av påven hösten samma år, tillträdd i april 1444.      | 7 april 1472 i Lund.                                | 7 april 1472 i Lund.   | Försvarade Lund vid Karl Knutsson Bondes anfall 1452.                                                                                | Green 1973.             |
| Jens Brostrup            | Detalj från Jens Brostrups gravhäll i Lunds domkyrka.         | Okänt år på Själland. | Vald 10 april 1472, valet bekräftat av påven först i april 1474.                                  | 3 juni 1497 i Flyinge.                              | 3 juni 1497 i Flyinge. | Utfärdade de första statuterna för Köpenhamns universitet.                                                                           | Green 1973.             |
| Namn                     | Bild                                                          | Född                  | Tillträde                                                                                         | Avgång                                              | Död                    | Anmärkning | Källor                  |

### 1500-talet
| Namn               | Bild                                                 | Född                                 | Tillträde                                                                               | Avgång                                                                  | Död                                                                      | Anmärkning | Källor                                                  |
| ------------------ | ---------------------------------------------------- | ------------------------------------ | --------------------------------------------------------------------------------------- | ----------------------------------------------------------------------- | ------------------------------------------------------------------------ | --- | ------------------------------------------------------- |
| Birger Gunnersen   | Detalj från Birger Gunnersens grav i Lunds domkyrka. | Cirka 1440–1445, troligen i Halland. | Vald 7 juni 1497, utnämnd av påven 9 maj 1498, vigd kort därefter av biskopen i Odense. | 10 december 1519 i Lund.                                                | 10 december 1519 i Lund.                                                 | Den siste vigde ärkebiskopen i Lund. | Green 1973                                              |
| Aage Jepsen Sparre |                                                      | Cirka 1462, eventuellt i Skurup      | Vald 1519 men ej tillträdd då eftersom Kristian II ogillade valet.                      |                                                                         |                                                                          | Slutligen tillträdd 1526 (1523?); se nedan. | Green 1973.                                             |
| Jørgen Skodborg    |                                                      | Okänt år, eventuellt i Kolding.      | Vald 5 januari 1520, ej vigd.                                                           | Flydde ur landet under 1520. Räknas dock formellt som biskop till 1523. | 15 december 1551 i Köln.                                                 | Ursprungligen ej accepterad av påven, vilken önskade se kardinal Paulus de Cesis som ny biskop. Flydde landet efter att ha råkat i konflikt med Kristian II. Blev slutligt utnämnd av påven 29 november 1525 men kunde då i praktiken aldrig tillträda. | Green 1973, Lunds domkyrkoförsamling.                   |
| Didrik Slagheck    |                                                      | Okänt år; från Westfalen.            | Utnämnd av påven 12 juli 1521, ej vigd.                                                 | 24 januari 1522 i Köpenhamn.                                            | 24 januari 1522 i Köpenhamn.                                             | Avrättad genom bränning på bål. | Green 1973                                              |
| Johan Weze         | Johan Wezes vapen som biskop av Konstanz.            | 1489 i Wesel                         | Februari 1522, ej vigd.                                                                 | Gick i landsflykt i april 1523.                                         | 12 januari (?) 1548 i Augsburg; varierande uppgifter om dödsdatum finns. | Ej erkänd av påven. Blev senare furstbiskop av Konstanz 1538–1548. | Green 1973, Bricka 1887–1905.                           |
| Aage Jepsen Sparre |                                                      |                                      | Tilldelad ärkebiskopsdömet som förläning av Fredrik I 19 augusti 1526, ej vigd.         | Juli 1532                                                               | Hösten 1540 i Lund (?).                                                  | Urspringligen vald men ej tillträdd 1519 (se ovan). Ej godkänd av påven. Av Green betecknad som "skenbiskop". Lunds domkyrkoförsamlings biskopslängd angiver ingen biskop alls för perioden 1523–1532.                                                  | Green 1973, Bricka 1887–1905, Lunds domkyrkoförsamling. |
| Torben Bille       | Detalj från Torben Billes gravhäll i Lunds domkyrka. | Okänt år                             | 1532.                                                                                   | Avsatt 30 oktober 1536                                                  | 27 december 1552 i Lund.                                                 | Avsatt jämte alla övriga katolska biskopar i Danmark med anledning av reformationen. Blev därefter dekan och föreståndare för Bosjökloster. | Green 1973, Bricka 1878–1905.                           |
| Namn               | Bild                                                 | Född                                 | Tillträde                                                                               | Avgång                                                                  | Död                                                                      | Anmärkning | Källor                                                  |

## Superintendenter och biskopar i Lunds stift efter reformationen

### 1500-talet
| Namn             | Bild                                                     | Född                             | Tillträde                                                                             | Avgång                                                                       | Död                   | Anmärkning                                  | Källor                        |
| ---------------- | -------------------------------------------------------- | -------------------------------- | ------------------------------------------------------------------------------------- | ---------------------------------------------------------------------------- | --------------------- | ------------------------------------------- | ----------------------------- |
| Frans Vormordsen | Detalj från Frans Vormordsens gravhäll i Lunds domkyrka. | 1491 i Amsterdam.                | 2 september 1537.                                                                     | 19 november 1551.                                                            | 19 november 1551.     | Förste superintedenten efter reformationen. | Green 1973, Bricka 1887–1905. |
| Niels Palladius  |                                                          | 1510 i Ribe.                     | Vald 19 november 1551, vigd i Lund.                                                   | 17 september 1560.                                                           | 17 september 1560.    | Superintendent.                             | Green 1973, Bricka 1887–1905. |
| Tyge Asmundsen   |                                                          | 1522, troligen i Lund.           | Vald 17 oktober 1560, utnämnd 28 oktober samma år, vigd 7 november samma år.          | Beviljad avsked 12 november 1577, höll avskedspredikan 25 december samma år. | 25 april 1586 i Lund. | Superintendent.                             | Green 1973, Bricka 1887–1905. |
| Niels Hvid       |                                                          | 18 mars 1535 i Köpenhamn.        | Vald januari 1578, utnämnd 22 mars samma år, vigd andra söndagen efter påsk samma år. | 12 juni 1589.                                                                | 12 juni 1589.         | Superintendent.                             | Green 1973, Bricka 1887–1905. |
| Mogens Madsen    |                                                          | 28 september 1527 i Helsingborg. | Utnämnd 9 juli 1589, vigd 3 augusti samma år.                                         | 6 mars 1611.                                                                 | 6 mars 1611.          | Superintendent.                             | Green 1973, Bricka 1887–1905. |
| Namn             | Bild                                                     | Född                             | Tillträde                                                                             | Avgång                                                                       | Död                   | Anmärkning                                  | Källor                        |

### 1600-talet
| Namn                 | Bild                                                              | Född                                      | Tillträde                                                                          | Avgång                         | Död                            | Anmärkning | Källor                                                      |
| -------------------- | ----------------------------------------------------------------- | ----------------------------------------- | ---------------------------------------------------------------------------------- | ------------------------------ | ------------------------------ | --- | ----------------------------------------------------------- |
| Poul Aastrup         |                                                                   | 1576 i Åstrup.                            | Vald och utnämnd i april 1611.                                                     | 4 november 1619.               | 4 november 1619.               | Superintendent. | Green 1973, Bricka 1887–1905.                               |
| Mads Jensen Medelfar | Mads Jensen Medelfar avbildad på sitt epitafium i Lunds domkyrka. | 25 april 1579 i Middelfart.               | Avlade tjänsteed 23 februari 1620, vigd den 2 april samma år i Lund.               | 14 maj 1637.                   | 14 maj 1637.                   | Superintendent. | Green 1973, Bricka 1887–1905.                               |
| Peder Winstrup       | Peder Winstrup på en samtida gravyr.                              | 30 april 1605 i Köpenhamn.                | Vald före 10 februari 1638, utnämnd 26 mars samma år, vigd 27 maj samma år i Lund. | 28 december 1679 i Lund.       | 28 december 1679 i Lund.       | Förste stiftschefen efter reformationen att bära biskopstitel. Biskop då Skåne blev svenskt. Initiativtagare till Lunds universitet och den förste biskopen att vara dess prokansler. | Green 1986, Bricka 1887–1905.                               |
| Canutus Hahn         |                                                                   | 13 november 1633 i Uråsa socken.          | Utnämnd 23 februari 1680, vigd sommaren samma år i Uppsala.                        | 29 december 1687 i Karlskrona. | 29 december 1687 i Karlskrona. | Hade 5 september 1687 utnämnts till biskop i Växjö men hann inte tillträda före sin död.                                                                                              | Green 1986, SBL.                                            |
| Enevald Svenonius    |                                                                   | 24 december 1627 (?) i Annerstads socken. | Utnämnd hösten 1687, ej tillträdd.                                                 |                                | 17 eller 28 april 1688 i Åbo.  | Electus; hann ej tillträda före sin död. | Green 1986, NF 1904–1926 (som anger födelseåret till 1617). |
| Christian Papke      |                                                                   | 22 december 1634 i Greifswald.            | Utnämnd 15 december 1688, vigd 31 januari 1689 i Stockholm.                        | 9 mars 1694 i Åhus.            | 9 mars 1694 i Åhus.            | | Green 1986, SBL.                                            |
| Namn                 | Bild                                                              | Född                                      | Tillträde                                                                          | Avgång                         | Död                            | Anmärkning | Källor                                                      |

### 1700-talet
| Namn                   | Bild                                    | Född                              | Tillträde | Avgång                                                                                      | Död                       | Anmärkning                                                                | Källor           |
| ---------------------- | --------------------------------------- | --------------------------------- | --- | ------------------------------------------------------------------------------------------- | ------------------------- | ------------------------------------------------------------------------- | ---------------- |
| Mattias Steuchius      | Mattias Steuchius.                      | 26 oktober 1644 i Fogdö socken.   | Utnämnd 14 juni 1694, vigd 12 juni 1695 i Uppsala.                                                            | 4 december 1714 (utnämnd till ärkebiskop i Uppsala).                                        | 2 augusti 1730 i Uppsala. | Tidigare superintendent i Härnösand, sedan Sveriges ärkebiskop 1714–1730. | Green 1986.      |
| Jonas Petri Linnerius  | Jonas Petri Linnerius.                  | 2 mars 1653 i Skellefteå          | Vald mars 1715, utnämnd 14 december samma år, vigd 15 mars 1719 i Uppsala.                                    | 10 februari 1734 i Lund.                                                                    | 10 februari 1734 i Lund.  |                                                                           | Green 1986.      |
| Andreas Rydelius       | Andreas Rydelius.                       | 24 augusti 1671 i Linköping.      | Vald 1734, utnämnd 18 december samma år, troligen ej vigd.                                                    | 1 maj 1738 i Osby.                                                                          | 1 maj 1738 i Osby.        |                                                                           | Green 1986.      |
| Carl Papke             | Carl Papke.                             | 1 oktober 1687 i Lund.            | Utnämnd 9 november 1738, vigd 1 januari 1739 i Uppsala.                                                       | 1 februari 1740.                                                                            | 1 februari 1740.          |                                                                           | Green 1986.      |
| Henric Benzelius       | Henric Benzelius. Litografi från 1847.  | 7 augusti 1689 i Strängnäs.       | Vald 4 juni 1740, utnämnd 18 augusti samma år, vigd 12 september 1742 i Stockholm.                            | Utnämnd till ärkebiskop 16 september 1747, i praktiken dock kvar i Lund ända till maj 1749. | 20 maj 1758 i Uppsala.    | Sveriges ärkebiskop 1747–1758.                                            | Green 1986.      |
| Johan Engeström        | Johan Engeström.                        | 21 november 1699 i Lilla Slågarp. | Utnämnd 11 mars 1748, vigd 30 april 1749 i Lund.                                                              | 16 maj 1777 i Lund.                                                                         | 16 maj 1777 i Lund.       |                                                                           | Green 1986, SBL. |
| Olof Celsius den yngre | Olof Celsius d y.                       | 15 december 1716 i Uppsala.       | Vald 18 juli 1777 (fjärde förslagsrummet), utnämnd 12 augusti samma år, vigd 14 september samma år i Uppsala. | 15 februari 1794 i Lund.                                                                    | 15 februari 1794 i Lund.  |                                                                           | Green 1986, SBL. |
| Petrus Munck           | Petrus Munck porträtterad av M.D. Roth. | 3 juli 1732 i Trolle-Ljungby.     | Vald 1 juni 1794, utnämnd 19 juni samma år, vigd 7 september samma år i Uppsala.                              | 18 juli 1803 i Ramlösa.                                                                     | 18 juli 1803 i Ramlösa.   |                                                                           | Green 1986, SBL. |
| Namn                   | Bild                                    | Född                              | Tillträde | Avgång                                                                                      | Död                       | Anmärkning                                                                | Källor           |

### 1800-talet
| Namn                   | Bild                    | Född                                 | Tillträde                                                                                                | Avgång                                          | Död                       | Anmärkning                     | Källor           |
| ---------------------- | ----------------------- | ------------------------------------ | --- | ----------------------------------------------- | ------------------------- | ------------------------------ | ---------------- |
| Nils Hesslén           | Nils Hesslén.           | 2 september 1728 i Visseltofta       | Vald 15 oktober 1803, utnämnd 1 mars 1805, vigd 11 juni samma år i Lund.                                 | 13 april 1811                                   | 13 april 1811             |                                | Green 1986.      |
| Wilhelm Faxe           | Wilhelm Faxe 1840.      | 18 maj 1767 i Kvistofta              | Vald 26 juni 1811 (3:e förslagsrummet), utnämnd 12 augusti samma år, vigd 13 oktober samma år i Uppsala. | 22 september 1854 i Lund.                       | 22 september 1854 i Lund. |                                | Green 1986, SBL. |
| Henrik Reuterdahl      | Henrik Reuterdahl.      | 11 september 1795 i Malmö            | Vald 6 december 1854, utnämnd 9 mars 1855, vigd 20 maj samma år i Uppsala.                               | 12 juni 1856 (för att tillträda som ärkebiskop) | 28 juni 1870 i Uppsala    | Sveriges ärkebiskop 1856–1870. | Green 1986.      |
| Johan Henrik Thomander | Johan Henrik Thomander. | 16 juni 1798 i Fjälkinge socken      | Vald 16 april 1856, utnämnd 6 juni samma år, vigd 6 juli samma år i Lund.                                | 9 juli 1865 i Lund.                             | 9 juli 1865 i Lund.       |                                | Green 1986.      |
| Wilhelm Flensburg      | Wilhelm Flensburg.      | 3 augusti 1819 i Södra Rörums socken | Utnämnd 21 december 1865, vigd 28 januari 1866.                                                          | 31 oktober 1897 i Lund.                         | 31 oktober 1897 i Lund.   |                                | SBL.             |
| Namn                   | Bild                    | Född                                 | Tillträde                                                                                                | Avgång                                          | Död                       | Anmärkning                     | Källor           |

### 1900-talet
| Namn                | Bild                         | Född                             | Tillträde                                                 | Avgång                                           | Död                    | Anmärkning                                                              | Källor                             |
| ------------------- | ---------------------------- | -------------------------------- | --------------------------------------------------------- | ------------------------------------------------ | ---------------------- | ----------------------------------------------------------------------- | ---------------------------------- |
| Gottfrid Billing    | Gottfrid Billing.            | 29 april 1841 i Önnestads socken | 11 mars 1898                                              | 14 januari 1925 i Lund                           | 14 januari 1925 i Lund | Tidigare biskop i Västerås 1884–1898.                                   | SBL                                |
| Edvard Magnus Rodhe | Edvard Rodhe.                | 17 december 1878 i Lund          | Utsedd 17 april 1925, vigd 16 augusti samma år i Uppsala. | 31 december 1948 (pension)                       | 12 april 1954 i Skara  | Den siste lundabiskopen att även vara prokansler för Lunds universitet. | SBL                                |
| Anders Nygren       | Anders Nygren.               | 15 november 1890                 | Utsedd 5 november 1948, tillträdd 1 januari 1949.         | 1 oktober 1958 (pension)                         | 20 oktober 1978 i Lund |                                                                         | SBL                                |
| Nils Bolander       | Nils Bolander 1933.          | 18 juli 1902 i Västerås          | 1958                                                      | 7 december 1959 i Lund                           | 7 december 1959 i Lund |                                                                         |                                    |
| Martin Lindström    |                              | 10 november 1904 på Kållandsö    | 1960                                                      | 1970 (pension)                                   | 6 maj 2000             |                                                                         |                                    |
| Olle Nivenius       |                              | 26 september 1914 på Kållandsö   | Vald april 1970, utsedd maj samma år                      | 1980 (pension)                                   | 26 september 2002      |                                                                         | Lagerlöf Nilsson 2010.             |
| Per-Olof Ahrén      | Per-olof Ahrén som emeritus. | 21 januari 1926 i Forserum       | Vald 1979, tillträdd 1980                                 | 1992 (pension)                                   | 22 mars 2004 i Lund    |                                                                         |                                    |
| K.G. Hammar         | K.G. Hammar.                 | 18 februari 1943 i Hässleholm    | 1992                                                      | Februari 1997 (för att tillträda som ärkebiskop) |                        | Sveriges ärkebiskop 1997–2006.                                          | Pressmeddelande från LU 2006-03-28 |
| Namn                | Bild                         | Född                             | Tillträde                                                 | Avgång                                           | Död                    | Anmärkning                                                              | Källor                             |

### 2000-talet
| Namn               | Bild                 | Född                     | Tillträde                                              | Avgång                                                                   | Död | Anmärkning                                                                 | Källor                                  |
| ------------------ | -------------------- | ------------------------ | ------------------------------------------------------ | ------------------------------------------------------------------------ | --- | -------------------------------------------------------------------------- | --------------------------------------- |
| Christina Odenberg | Christina Odenberg.  | 26 mars 1940 i Stockholm | Utsedd 5 juni 1997, vigd 5 oktober samma år i Uppsala. | 31 mars 2007 (pension)                                                   |     | Första kvinnan att utnämnas till biskop i såväl Lunds stift som i Sverige. |                                         |
| Antje Jackelén     | Antje Jackelén 2011. | 4 juni 1955 i Herdecke   | Vald 17 oktober 2006, vigd 15 april 2007 i Uppsala.    | 9 juni 2014 (nedlade insignierna i Lund inför tillträdet som ärkebiskop) |     | Sveriges ärkebiskop från 2014; första kvinnan i Sverige på denna post.     |                                         |
| Johan Tyrberg      | Johan Tyrberg.       | 20 juni 1963             | Vald 1 april 2014; vigd 24 augusti samma år i Uppsala. |                                                                          |     |                                                                            | Presentation av Tyrberg hos Lunds stift |
| Namn               | Bild                 | Född                     | Tillträde                                              | Avgång                                                                   | Död | Anmärkning                                                                 | Källor                                  |